# إيزو أوشيما
إيزو أوشيما (باليابانية: 伊豆 大 島)(تقرأ حرفيا: إيزو أوشيما) هي جزيرة بركانية من جزر إيزو تابعة لـ اليابان. يبلغ عدد سكانها 8,179 نسمة (بكثافة 93.9 شخص لكل كيلومتر مربع) و ذلك حسب إحصائيات أكتوبر 2015.

## معرض صور

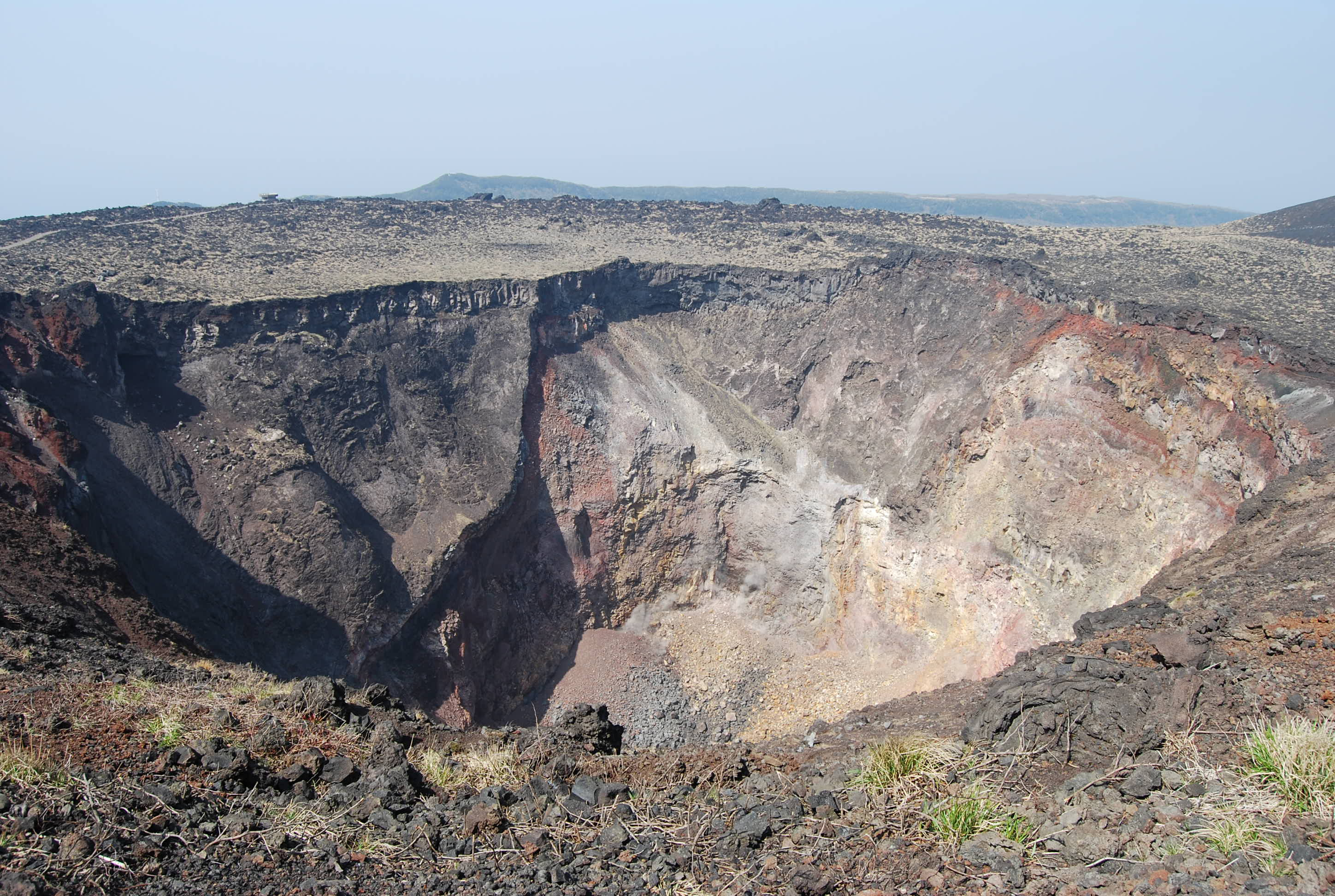
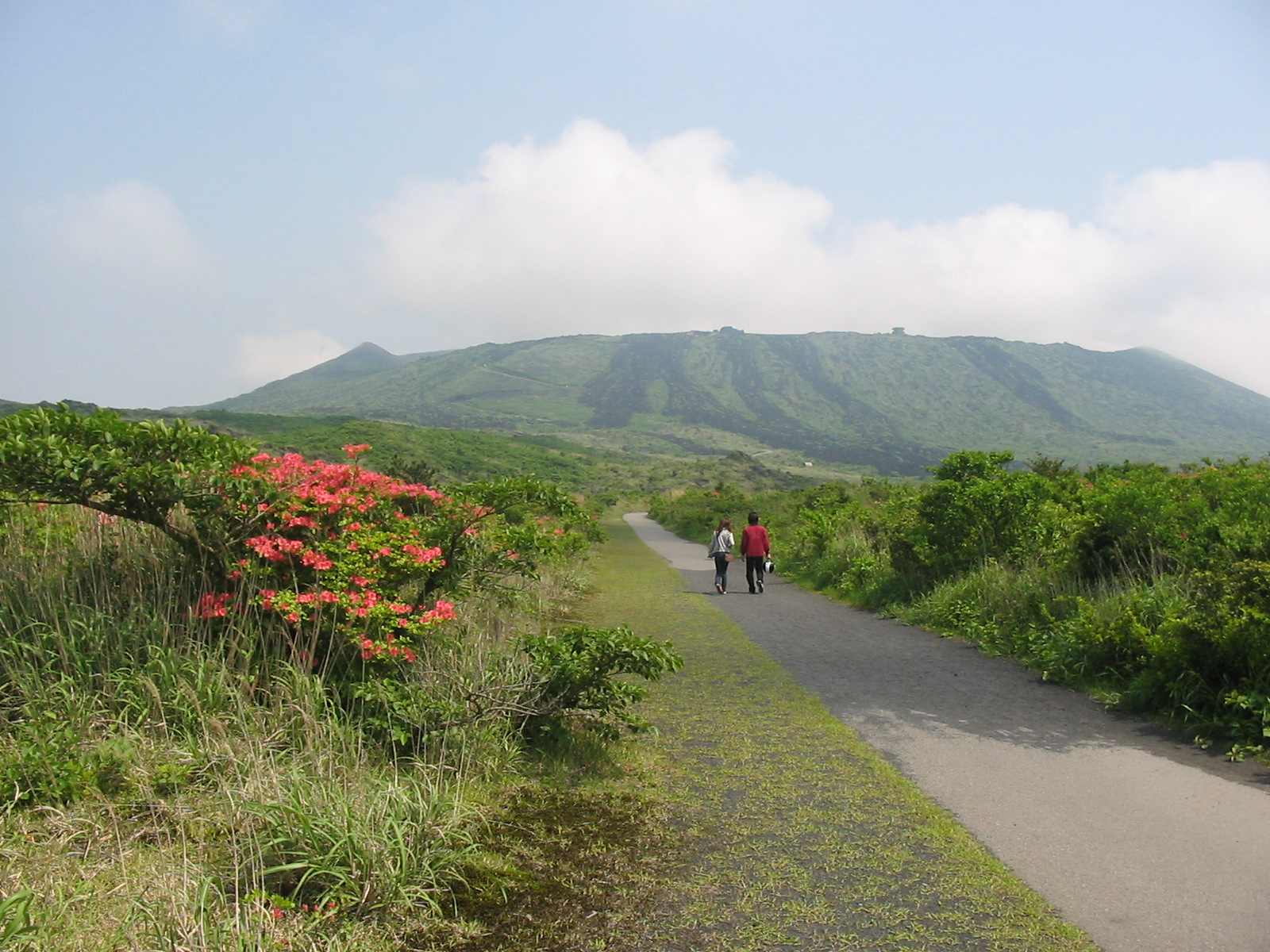
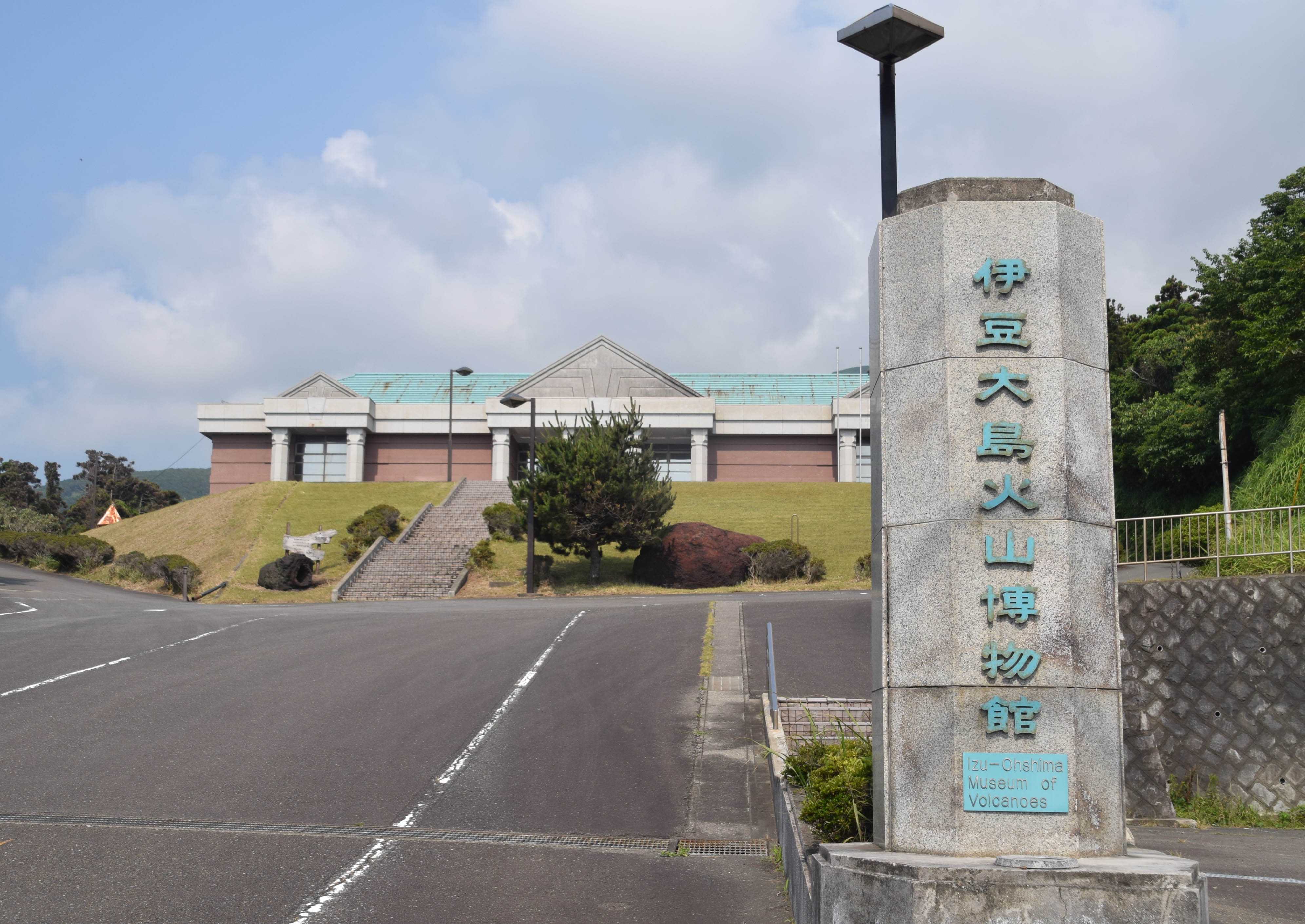

## وصلات خارجية
- الموقع الرسمي